# تاريخ البث

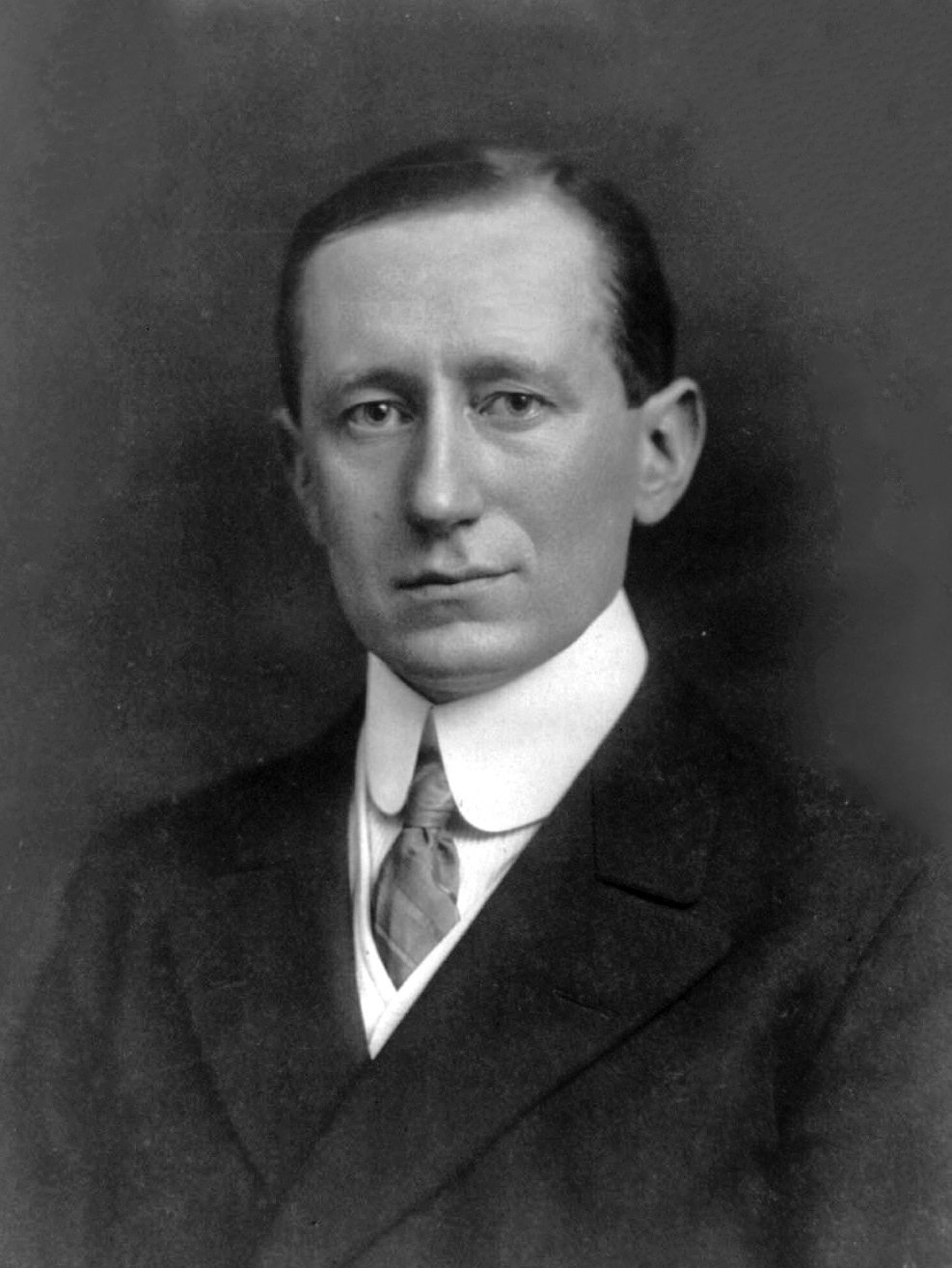
ماركوني.

أنشأ غولييلمو ماركوني محطة مؤقتة سنة 1895 على جزيرة وايت، تم من خلالها أول إرسال لاسلكي. تبع ذلك العمل الرائد في هذا المجال من قبل عدد من الأشخاص منهم أليساندرو فولتا وأندريه ماري أمبير وجورج أوم وجيمس كليرك ماكسويل. بدأ البث الإذاعي للموسيقى والكلام الذي يهدف إلى الوصول إلى جمهور مشتت تجريبيًا نحو 1905 - 1906، وتجاريًا في الفترة 1920 - 1923. وبدأت محطات التردد العالي جدًا بعد 30 - 35 عامًا. في الأيام الأولى، كانت المحطات الإذاعية تبث على نطاقات الموجات الطويلة والمتوسطة والموجات القصيرة، وبعد ذلك على تردد عالٍ جدًا. ومع ذلك منذ عام 1890، في المملكة المتحدة والمجر وفرنسا وبعض الأماكن الأخرى، كان هناك بالفعل نظام تُرسل بموجبه الأخبار والموسيقى والمسرح المباشر وقاعة الموسيقى والقراءات الخيالية والبث الديني وغير ذلك. عُرف نظام الميكروفون في بريطانيا وكان متاحًا منذ عام 1895 - 1899 حتى عام 1926. كان متوفرًا في المنازل الخاصة عبر خط الهاتف التقليدي، مع تزويد المشتركين بعدد من سماعات الرأس الخاصة والشخصية. في المجر، كانت تسمى هاتف هيرموندو (1893-1920)، وفي فرنسا: الميكروفون (1890-1932). بحلول الخمسينيات، كان لدى كل بلد تقريبًا نظام بث، عادةً ما تملكه وتديره الحكومة. وشملت الأساليب البديلة الراديو التجاري، كما هو الحال في الولايات المتحدة، أو نظام مزدوج مع كل من المحطات التي ترعاها الدولة والمحطات التجارية، قًدم في أستراليا مبكرًا عام 1924، وفي كندا سنة 1932.
حاليًا، تطورت معظم البلدان إلى نظام مزدوج، متضمنةً المملكة المتحدة. بحلول عام 1955، كان لدى كل عائلة تقريبًا في أمريكا الشمالية وأوروبا الغربية واليابان، جهاز راديو. حدث تغيير جذري في الستينيات بإدخال أجهزة راديو ترانزستور محمولة صغيرة رخيصة الثمن، وسعت الملكية والاستخدام كثيرًا. أصبح الوصول عالميًا عمليًا في جميع أنحاء العالم.

## البث المبكر

### الأرجنتين

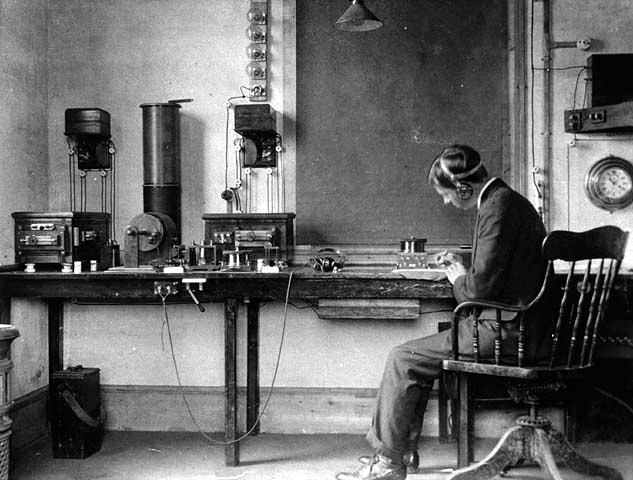
تأسست شركة ماركوني في إنجلترا عام 1910. تُظهر الصورة مشهدًا مبكرًا نموذجيًا ، من عام 1906 ، مع موظف ماركوني دونالد مانسون على اليمين.

كانت الأرجنتين الدولة الثالثة في العالم التي تقوم بأول بث منتظم لها سنة 1920، بعد أن كانت أول دولة ناطقة بالإسبانية في أمريكا اللاتينية تقدم البث الإذاعي اليومي، لذلك تعد رائدة على مستوى العالم في مجال البث. كانت المحطات الرئيسية في بوينس آيرس وقرطبة. يمكن الإشارة إلى أن البث الإذاعي الأول تم بواسطة البث المباشر لأوبرا  بارسيفال لريتشارد فاجنر من تياترو كوليسيو في بوينس آيرس، وفقًا لتاريخ الإذاعة الأرجنتينية. في 27 أغسطس 1920، قام كل من المسؤولون عن جمعية راديو الأرجنتين من إنريكي سوسيني وسيزار جويريكو وميغيل موغيكا ولويس روميرو وإغناسيو غوميز، بتركيب جهاز إرسال على سطح المبنى. سنة 1921، أصبح نقل الموسيقى الكلاسيكية حدثًا يوميًا. في العام التالي، بُث تنصيب الرئيس مارسيلو توركواتو دي ألفير على الهواء مباشرة. صدرت «معركة القرن» الشهيرة بين لويس أنخيل فيربو وجاك دمبسي من ملاعب البولو في نيويورك، في سبتمبر 1923، وفي أكتوبر من العام التالي بُثت المباراة بين منتخبي الأرجنتين وأوروغواي. في ذلك الوقت أيضًا، بُثت الإعلانات للمرة الأولى على الهواء، وفي نهاية العقد وُلدت الدراما الإذاعية.

### أستراليا
سيطر على تاريخ البثّ الإذاعي في أستراليا لأكثر من قرن مجموعة من القضايا التي تتعلق بالاتصال عبر المسافات الطويلة جنبًا إلى جنب مع قاعدة قوية مكونة من مجتمع ثري يتميز بحبه للاتصالات السمعية. طورت أستراليا نظامها الخاص من خلال مهندسيها ومصنعيها وتجار التجزئة والصحف وخدمات الترفيه ووكالات الأنباء وغيرها. أنشأت الحكومة أول نظام بثّإذاعي، وهمّشت المصالح التجارية لأي أحد من الهواة. تميّز حزب العمال باهتمامه الخاص بمجال البثّ الإذاعي وذلك أنه سمح لهم بتجاوز الصّحف، التي كانت تسيطر عليها المعارضة في الغالب. اتفق الطرفان على الحاجة إلى نظام وطني موّحد، وبالفعل، أنشأ في عام 1932 لجنة الإذاعة الأسترالية بوصفها وكالة حكومية منفصلة بشكل فعلي عن التدخل السياسي. كانت أولى محطات البثّ التجاري، والمعروفة في الأصل باسم محطات الفئة «بي» على الهواء في وقت مبكر من عام 1925. وقد بقي عدد المحطات الإذاعية (التجارية والوطنية) خامدًا نسبيًا طيلة فترة الحرب العالمية الثانية وأيضًا في عصر ما بعد الحرب.

### كوبا
وُجد الاهتمام بمجال البثّ الإذاع منذ الأيام الأولى لفكرة البثّ. وبسبب قرب كوبا من ولاية فلوريدا الأمريكية، فقد حاول بعض الكوبيين الاستماع إلى المحطات الأمريكية التي وصلت إشاراتها إلى الجزيرة. لكن لم تكن ثمّة أي محطة إذاعية في كوبا حتى عام 1922. وقد استقبلت محطة الإذاعة الأولى المعروفة باسم (بي دبليو إكس) بحماس كبير. كان مقر هذه المحطة، التي تملكها شركة الهاتف الكوبية، في مدينة هافانا. اعتُبرت مشروعًا مشتركًا مع شركة الهاتف والبريد الدولية في نيويورك. بدأ بثّ محطة (بي دبليو إكس) لأول مرة في 10 أكتوبر من عام 1922. بثّت الإذاعة برامجها باللغتين الإنجليزية والإسبانية، وكان من السّهل استقبال إشاراتها وخاصةً في الليل في العديد من المدن الأمريكية. أُنشأت أيضًا محطة أخرى في كوبا يملكها فرانك جونز، وهو مقدم إذاعي أمريكي وكبير مهندسي شركة توينوكو للسكر. استخدمت المحطة رسائل اتصال للهواة بقوة بثّ على الهواء وصلت إلى 6 كيلو واط. في أواخر عام 1928، بدأت محطة (بي دبليو إكس) باستخدام رسائل صوتية (سي إم سي)، وكان لها شعار خاص هو «في حال كنت تستمع إلى لا بالوما.. فأنت تستخدم (سي إم سي)». مثلما الأمر في العديد من البلدان الأخرى، اتّسع الاهتمام بمجال البثّ الإذاعي. ومع بحلول عام 1932، كان لدى كوبا أكثر من ثلاثين محطة منتشرة في المدن في جميع أنحاء الجزيرة.